# Skrål
Skrål er et dansk børneprogram, som handler om at skrive sange. Komponisten Halfdan E. hjælper børnene med at lave deres egne sange.
Musikken fra programmet blev udgivet på et album, der blev nomineret til prisen for Årets Danske Børnedgivelse ved Danish Music Awards i 2005.